# João Paulo da Silva Araújo
João Paulo da Silva Araújo, mais conhecido apenas como João Paulo (Natal, 6 de dezembro de 1987), é um futebolista brasileiro que atua como atacante. Atualmente joga pelo Kairat, do Cazaquistão, sendo a principal referência no ataque do clube cazaque.

## Carreira

### ABC
João Paulo começou sua carreira pelas categorias de base do ABC, durante os anos de 2006 e 2007 emprestado ao Barras e ao Botafogo-PB. João Paulo foi um dos destaques do Alvinegro na conquista da Série C de 2010 e dos Campeonatos Potiguares de 2010 e de 2011. 
João Paulo foi um dos destaques do ABC na Copa do Nordeste marcando sete gols, um deles marcado na final contra o Vitória, mas o time alvinegro acabou perdendo de virada por 2–1. Em um amistoso realizado contra o Boca Juniors, João Paulo marcou os dois gols do ABC na vitória por 2–1. Fazendo com que o time potiguar ficar com o troféu Mercosul Danilo Menezes.

### Coreia do Sul
Todo esse destaque lhe chamou a atenção de clubes do exterior, e em 2011 foi emprestado por seis meses ao Gwangju FC, da Coreia do Sul. Com boas atuações e belos e importantes gols, João Paulo teve seus direitos federativos e econômicos comprados pelo clube coreano. Em 2013, o atacante esteve emprestado a outro time coreano, o Daejeon Citizen, mas devido a uma sequência de lesões o jogador acabou não sendo muito aproveitado pelo clube. No ano seguinte, João Paulo foi contrato pelo Incheon United, outro time da Coreia do Sul, que disputa a primeira divisão da K-League.

### Retorno ao ABC
Em 3 de julho de 2014, foi anunciado seu retorno  ao ABC por empréstimo, após três anos atuando na Ásia. Reestreou pelo ABC contra o Novo Hamburgo, na ocasião o alvinegro venceu por 1–0, em partida válida pela Copa do Brasil. Marcou seu primeiro gol em sua volta ao ABC no empate por 1–1 contra o Vasco da Gama, em partida válida pela Copa do Brasil. Marcou novamente contra o Sampaio Corrêa, mas o ABC acabou perdendo por 2–1 em partida válida pelo Campeonato Brasileiro. Diante do Paraná João Paulo marcou dois gols, sendo um deles um golaço, na vitória por 2–1 em partida válida pelo Campeonato Brasileiro.
João Paulo acabou sendo liberado pelo Incheon United após o encerramento do Campeonato Brasileiro para pode acertar em definitivo com o ABC, mas o atacante chegou a dizer em uma rede social que não houve acerto entre as duas partes para a renovação do contrato. Mas dias depois João Paulo confirmou em uma rede social sua volta ao alvinegro potiguar. Voltou a marcar pelo ABC na goleada por 5–2 diante do Globo em partida válida pelo Campeonato Potiguar.

#### Empréstimo ao Botafogo
Em maio de 2015, João Paulo, foi emprestado ao Botafogo da Paraíba até o fim do ano para a disputa da Série C.
Contra o América de Natal, rival regional do ABC, João Paulo fez um gol e em referência a comemoração de Flávio Boaventura do alvirrubro na final do Campeonato Potiguar, comemorou pulando na bandeirinha de escanteio por consequência da eliminação do rival na Série C. Apesar disso o time da Paraíba acabou perdendo por 4–1.

### Ferroviária
Sem acerto de renovação com ABC e Botafogo da Paraíba acabou acertando com o Ferroviária para a disputa do Campeonato Paulista.

### Botev Plovdiv
Em junho de 2016 acertou com o Botev Plovdiv da Bulgária, recebendo a camisa 37. Em uma partida amistosa contra o Oborishte marcou seu primeiro gol pelo time búlgaro numa goleada por 5–0. Diante o Lokomotiv marcou seu primeiro hat-trick pelo futebol búlgaro na goleada por 4–0. Quatro dias depois marcou dois gols na goleada por 6–3 diante do Pirin Gotse em partida válida pela Copa da Bulgária. João Paulo foi se tornando um dos principais jogadores do Botev Plovdiv na liga nacional, principalmente por ser o artilheiro do time e do campeonato com 12 gols.

### Ludogorets Razgrad
Tanto destaque lhe rendeu atenção do Ludogorets Razgrad, líder do campeonato, que o contratou para a temporada de 2017, numa transferência que custou 150.000 euros aos cofres do time búlgaro.

## Títulos
ABC
- Campeonato Brasileiro - Série C: 2010
- Campeonato Potiguar: 2010 e 2011
- Copa RN: 2015

Ludogorets Razgrad
- Campeonato Búlgaro: 2016–17, 2017–18, 2018–19, 2019–20
- Supercopa da Bulgária: 2018, 2019

## Artilharias
ABC
- Artilheiro do Campeonato Potiguar de 2010: 17 gols

Ludogorets Razgrad
- Artilheiro da Copa da Bulgária de 2016–17: 6 gols

## Ligações Externas
- Perfil em Soccerway
- Perfil na K-League